# إدينيتزع (مستي)
إدينيتزع هي إحدى مشيخات المملكة المغربية، تتبع جغرافيا لإقليم سيدي إفني وإداريًا لمستي. يقدر عدد سكانها بـ 1066 نسمة حسب الإحصاء الرسمي للسكان والسكنى لسنة 2004.